# Okręgowy Zarząd Wodny
Okręgowy Zarząd Wodny – jednostka organizacyjna podległa Centralnemu Urzędowi Gospodarki Wodnej istniejąca w latach 1963–1973, powołana w celu usprawnienia działalności terenowych jednostek do spraw zabudowy i utrzymania rzek żeglownych, spławnych, potoków górskich, sztucznych dróg wodnych oraz innych cieków, a w szczególności rozszerzenia ich uprawnień, obowiązków i odpowiedzialności a także usprawnienia organizacji wewnętrznej, wprowadzenia systemu regulacji przepływów wód, zdecentralizowania rozliczeń robót oraz wzmocnienia kontroli jakości wykonywanych robót w zakresie zabudowy i utrzymania.

## Powołanie Zarządu
Na podstawie uchwały Rady Ministrów z 1963 r. dotycząca organizacji terenowych jednostek do spraw zabudowy i utrzymania wód śródlądowych, podległych Centralnemu Urzędowi Gospodarki Wodnej ustanowiono Zarząd. Powołanie Zarządu miało związek z ustawą z 1960 r. o utworzeniu Centralnego Urzędu Gospodarki Wodnej i przekształceniu urzędu Ministra Żeglugi i Gospodarki Wodnej w urząd Ministra Żeglugi.  
Nadzór nad Okręgowymi Zarządami Wodnymi sprawował Prezes Centralnego Urzędu Gospodarki Wodnej przez Centralny Zarząd Wód Śródlądowych.

## Zakres działania
Do zakresu działania zarządu należało w szczególności:
- prowadzenie robót regulacyjnych i zabezpieczających,
- konserwacja budowli hydrotechnicznych, regulujących stosunki wodne,
- budowa oraz rozbudowa budowli i urządzeń hydrotechnicznych oraz utrzymanie tych obiektów w należytym stanie techniczno-eksploatacyjnym,
- rozbudowa oraz utrzymanie dróg wodnych,
- prowadzenie robót pogłębiarskich, nurtowych i podwodnych,
- utrzymanie niezbędnych poziomów wód w zbiornikach i na obiektach piętrzących,
- utrzymanie i oznakowanie szlaków żeglownych,
- regulowanie przepływów w rzekach,
- prowadzenie robót zabezpieczających przed powodzią, w tym akcji lodołamania,
- zarządzanie powierzonymi obiektami hydrotechnicznymi oraz innym majątkiem nieruchomym i ruchomym,
- współudział z komitetami przeciwpowodziowymi w akcji bezpośredniej ochrony przed powodzią i usuwanie skutków powodzi.

## Kierowanie Zarządem
Działalnością Zarządem zarządzał dyrektor, powoływany i odwoływany przez Prezesa Centralnego Urzędu Gospodarki Wodnej na wniosek dyrektora Centralnego Zarządu Wód Śródlądowych.
Zastępców dyrektora i głównego księgowego okręgowego zarządu wodnego powoływał i odwoływał dyrektor Centralnego Zarządu Wód Śródlądowych na wniosek dyrektora Okręgowego Zarządu Wodnego.

## Finansowanie Zarządu
System finansowy Okręgowych Zarządów Wodnych działał według następujących zasad:
- okręgowe zarządy wodne były zakładami budżetowymi, działającymi na podstawie rocznych planów techniczno-produkcyjno-finansowych, w ramach narodowych planów gospodarczych;
- do narodowego planu gospodarczego wchodziły jako wskaźniki dyrektywne dla okręgowych zarządów wodnych, zatrudnienie, fundusz płac i bezosobowy fundusz płac;
- fundusz płac okręgowych zarządów wodnych podlegał kontroli bankowej na zasadach i w trybie obowiązujących przy kontroli funduszu płac przedsiębiorstw uspołecznionych;
- w razie przekroczenia zadań rzeczowych globalny fundusz płac okręgowych zarządów wodnych podlegał korekcie;
- współczynnik korekty ustalał Przewodniczący Komisji Planowania przy Radzie Ministrów.

## Zniesienie Urzędu
Na podstawie uchwały Rady Ministrów z 1972 r. w sprawie organizacji gospodarki wodnej i melioracyjnej, utworzenia zjednoczeń budownictwa wodnego i melioracji oraz Centralnego Zarządu Budownictwa Wodnego i Melioracji zlikwidowano Urząd.